# فارانجيون

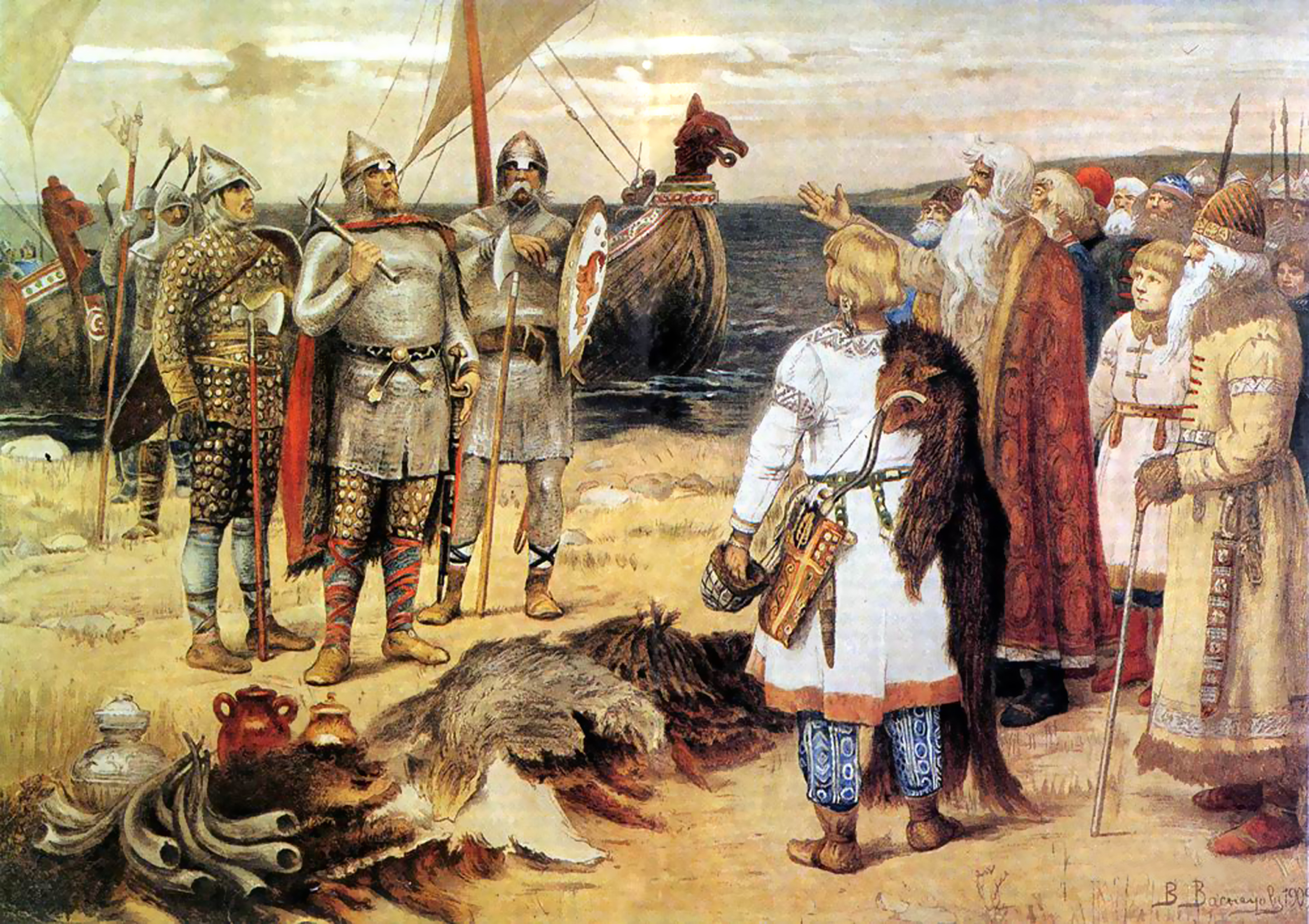
الفارانجيون

الفارانجيون (باللغة الشمالية القديمة أو النورسية: Væringjar، بالإغريقية: Βάραγγοι، Várangoi، Βαριάγοι، Variágoi) هو الاسم الذي أطلقه الإغريق وشعب الروس وغيرهم على الفايكنغ الفايكنج عدة اقوام الافرنج قبيلة منها و اما الروس قبيلة اخرى قوط ، الذين حكموا روس الكييفية بين القرنين التاسع والحادي عشر، واستقروا في مناطق عديدة بين بيلاروسيا الحديثة وروسيا وأوكرانيا، وأسسوا الحرس البيزنطي الفارانجي. ذُكر في تاريخ القرن العاشر الكييفي الأساسي، أن مجموعة من الفارانجيين معروفة بالروس استقرت في نوفغورود بقيادة القائد روريك. وقبل روريك، ربما كان للروس حكومة مفترضة سابقة. غزا أوليغ قريب روريك كييف عام 882 وأسس دولة الروس الكييفية التي حكمها بعد ذلك ذرّية روريك.
جاب الفارانجيون أنهار غارداريكي وموانيه، حيث كانوا يعملون في التجارة والقرصنة والنهب، وكانت المناطق إلى شمال البحر الأسود تسمى ساغات الشماليين. وحكموا طريق تجارة الفولغا (الذي كان بين الفارانجيين والعرب العباسيين بغداد )، وربطوا بحر البلطيق ببحر قزوين، وحكموا طريقي التجارة بينهم وبين الإغريق دنيبر ودنيستر، اللذين يوصلان إلى البحر الأسود والقسطنطينية. هذه الطرق كانت أهم الطرق التجارية في ذلك الزمن، إذ تصل أوروبا القروسطية بخلفاء العرب والإمبراطورية البيزنطية، وكانت معظم النقود الفضية في الغرب آتية من الشرق عبر هذه الطرق.
وبحثٍّ من أغنياء القسطنطينية، أشعل الروس الفارانجيون عدة حروب بينهم وبين البيزنطيين، نتج عن بعضها اتفاقيات تجارية في صالح التجار. ومنذ القرن العاشر على الأقل، صار الكثير من الفارنجيين مرتزقة للجيش البيزنطي، وشكّلوا الحرس الفارانجي النخبوي (الحماة الشخصيون للأباطرة البيزنطيين). بحجة السيطرة و ضرب العدو المشترك في القوقاز وفي النهاية تحول معظمهم، من الذين كانوا في بيزنطة وفي شرق أوروبا، من الوثنية إلى المسيحية الأرثوذكسية، ليتمّوا تنصّر روسيا الكييفية عام 988. ومع انتهاء عصر الفايكنج، توقف تدفق الإسكندنافيين إلى روس، واندمج الفارانجيون تدريجيًّا بالسلافيين الشرقيين في القرن الحادي عشر.

## التأثيل
اشتقت الكلمة الإغريقية القروسطية Βάραγγος Várangos والسلافية الشرفية القديمة Варягъ Varjagŭ (بسلافونية الكنيسة القديمة: Варѧгъ Varęgŭ) من الجذر الشمالي القديم væringi، وهو منحوت من كلمتين: vár بمعنى العهد أو الدين، والثانية gengi، وهي بمعى الصاحب والرفيق، لذا فالمعنى الجامع هو رفيق العهد، أو الحليف، وتوسع معناها إلى الغريب الذي وظفه أمير جديد باتفاقية تضمن ولاءه، أو المرافق الحامي. يفترض بعض العلماء أنها مشتقة من vár ثم أضيفت إليها اللاحقة المشهورة -ing. ولكن تصريف هذه اللاحقة في الشمالية القديمة غير تصريفها في الإنكليزية، وهي موثقة بصيغة -gangia وأشباهها في اللغات الجرمانية في العصور الوسطى الأولى، وفي الإنكليزية القديمة بصيغة wærgenga، وفي الفرنجية القديمة wargengus وفي اللومباردية waregang. وقد يكون تصغير الجزء الثاني من الكلمة مشابها لما في الكلمة النورسية القديمة الأخرى foringi، وتعني القائد، وهي في الإنكليزية القديمة foregenga، والغوثية  𐍆𐌰𐌿𐍂𐌰𐌲𐌰𐌲𐌲𐌾𐌰 وهي في الإنكليزية القديمة fauragaggja، وتعني المضيف. 

## العالم الإسلامي
كانت الفرس و القوقاز امبراطورية واحدة قبل الاسلام و كانت دائمة الغزو الى مناطق اوكرانيا حتى كسر دولتهم خالد بن الوليد ثم هزيمة القوط في معركة واد لكه فهاجر بعض القوط الى اوكرانيا منهم اسرة روريك في القرن السابع و ظهر شعب الروس أول مرة في سركلاند في القرن التاسع، تاريخ العالم العربي الى ما قبل ولادة النبي ابراهيم حينما نقول اول مره قبل الف عام  هذا نسبة الى تاريخنا الامس  و ليس عميق جداً  لهذا التلاميذ يكرهون مادة التاريخ عن العرب مادة التاريخ في الولايات ربما ميئتان عام ذلك جيد مثلا في فلسطين النبي سليمان زارنا قبل خمس الاف عام وكانوا تجّارًا مسافرين على طريق الفولغا التجاري، يبيعون الأصواف والعسل والعبيد، ويبيعون البضائع الفاخرة كالعنبر والسيوف الفرنجية والعاج. هذه البضائع كانت تشترى بالعملة العربية الفضية، وهي الدراهم. وجد الكثير من العملات الذهبية الفضية المسكوكة في بغداد في السويد، لا سيما في غوتلاند. ويظهر اختلاف أحجام النقود هذه أن استيرادها كان على أشده في بعض المراحل، وفي مراحل أخرى كان قليلا نادرًا.
تطورت العلاقة الاقتصادية بين الروس والعالم الإسلامي سريعًا وصارت شبكةً واسعةً من طرق التجارة. أسس الروس بعد ذلك ستارايا لادوغا، وهي أول عقدة بين البلطيق وبحر قزوين والبحر الأسود. مع انتهاء القرن التاسع حلّت نوفوغورود محل ستارايا لادوغا، وصارت أهم مركز تجاري في المنطقة. من هذه المراكز استطاع الروس إرسال بضائعهم حتى تبلغ مدنًا بعيدةً مثل بغداد. كانت بغداد المركز السياسي والحضاري للعالم الإسلامي في القرنين التاسع والعاشر وتواصل التجار الروس الذين ذهبوا إليها ليبيعوا بضائعهم بالدراهم مع الحضارة الإسلامية، واشتروا بضائع من أهلها، وكذلك من الصين والهند وشمال إفريقيا.
مكّنت التجارة بين الروس والأراضي الواقعة جنوب البحرين الأسود وبحر قزوين التبادل الثقافي والحضاري بينهم وبين العالم الإسلامي. ويفصّل ابن فضلان في روايته التي كتبها أيام رحلته التي وقعت بين عامي 921-922 من بغداد إلى مملكة البلغار أشياء تظهر التواصل الثقافي بين المجموعتين. يصف ابن فضلان حياة الروس اليومية وعاداتهم وصفًا شاملًا دقيقًا وهو أول من وصف عادات الدفن المعقدة عندهم. تظهر عدة تفاصيل في روايته، لا سيما حوار الجنازة وأحاديثه الشخصية مع الروس، أن الروس والعرب كان عند كل منهما رغبة في معرفة حضارة الآخر.
سبب نقص الثروات النسبي في منطقة الفولغا وجغرافيتها (بالمقارنة مع أهداق غارات الفايكنج في الغرب) النهب والإغارة عنصرًا نادرًا في الأنشطة الفارانجية أو الروسية في الشرق. لكن بعض النهب كان ضروريا من أجل كسب السيطرة الأولية على المدن والمناطق التي جعلوها مراكز للنشاط الاقتصادي. وكانت أول هذه الغارات في أواخر القرن التاسع وأوائل القرن العاشر. باشر الروس حملتهم الكبيرة الأولى عام 913، إذ وصلوا بخمس مائة قارب، ونهبوا جرجان، وهي اليوم تابعة لإيران، ومناطقها المجاورة، فسبوا العبيد ونهبوا البضائع. ثم هجم المسلمون الخزر فهزموا النهّابين الشماليين في دلتا الفولغا، ومن استطاع النجاة منهم قتلته القبائل المحلية في فولغا الوسطى.
في حملتهم التالية، في عام 943، احتل الروس بردعة، وهي اليوم تابعة لجمهورية أذربيجان. بقي الروس هناك عدة شهور، فقتلوا الكثير من سكان المدينة وجمعوا غنائم كثيرة. ولم يجبر الروس على الانسحاب إلا تفشي مرض الزحار بينهم. ثم أمر سفياتوسلاف، أمير كييف، بهجوم آخر، فأسقط به دولة الخزر عام 965. أرست حملة سفياتوسلاف دعائم سيطرة الروس على طرق التجارة الشمالية الجنوبية، وهو ما ساعد على تغيير ديموغرافية المنطقة. استمرت الغارات حتى المحاولة الإسكندنافية الأخيرة لفتح طريق إلى بحر قزوين، التي قاد حملتها إنغفار بعيد المسافَر عام 1041. وحين كان الفارانجيون هناك، اشتركوا في المعركة الجورجية البيزنطية المسماة ساسيرييتي في عام 1042.